# Бар Саума (архимандрит)
Бар Саума (сир. ܒܪܨܘܡܐ — «сын поста», «Постник»; греч. Βαρσοῦμας; ок. 384—456/458) — аскет, основатель и архимандрит сирийского монастыря. Известен нападениями на евреев и синагоги. Бар Саума был другом Евтихия и защищал его на соборе в Ефесе в 449 году. Он прибыл на собор по приглашению византийского императора Феодосия II во главе тысячи монахов. По слухам, Бар Саума лично принимал участие в избиении константинопольского патриарха Флавиана на заседании собора. На Халкидонский собор в 451 году он не был допущен за свои действия на Эфесском соборе и был отлучён от церкви. Тем не менее он и после этого продолжал выступать за евтихианство. В коптской церкви Бар Саума чтится как столпник.

Изображения Бар Саумы в монастыре Святого Антония (слева) и в Монастыре Паромеос (справа)

## Биография

### Ранние годы
Бар Саума родился около 384 года в Самосате на верхнем Евфрате. По легенде, когда Бар Саума вырос, то ушёл к святому по имени Авраам, жившему у Евфрата, а затем и сам уединился в пещере, собирая вокруг множество учеников. Бар Саума был современником святого Симеона Столпника, жившего недалеко от Евфрата. Согласно житию, Бар Саума посещал Симеона и они благословили друг друга.

### Иерусалим
Согласно житию Бар Саумы, он четыре раза совершал паломничество в Иерусалим. Ему приписываются нападения на иудеев и синагоги. Законы о защите синагог и храмов, изданные 15 февраля, 9 апреля и 8 июня 423 года, Ф. Нау и вслед за ним другие считают реакцией на разрушение Бар Саумой и его фанатичными монахами синагог. В сравнении с датами жизни Симеона Столпника предполагается, что второе путешествие Бар Саума совершил в 419—422 годах, а третье и четвёртое — в начале 438 года и в октябре 438 года. После указа императрицы Евдокии, разрешившей евреям войти в Иерусалим молиться у руин Храма (в первый раз более чем за триста лет), евреи собрались в Иерусалиме на праздник кущей. Двадцать учеников Бар Саумы пошли посмотреть, как «сто три тысячи мужчин и женщин» оплакивают разрушение храма. Житие Бар Саумы сообщает, что иудеям явилось устрашающее видение, в котором армии Бога приближались к ним с небес, затем песок поднялся, покрыв евреев облаком, из которого в них полетели камни. Погибло множество евреев, в этом побоище обвиняли сподвижников Бар Саумы.

### Латроциниум («разбойничий собор»)
«Высочайшая грамота, посланная Варсуме, почтеннейшему архимандриту»
В 449 году состоялся Второй Эфесский собор (монофизитский). Диофизитское учение Нестория уже было признано ересью в 431 год на Первом Эфесском соборе, а сам он был лишен сана архиепископа Константинопольского. На соборе 449 года председательствовал Диоскор Александрийский, прибывший с 20 епископами. Для поддержки к Диоскору прибыл во главе толпы монахов из Сирии и Месопотамии и Бар Саума, приглашённый императором на собор для защиты Евтихия. Гиббон писал, что «сириец Барсума был приглашен в качестве начальника и представителя монахов участвовать в заседаниях и подавать голос». Бар Саума и его монахи не понимали по-гречески и более походили на наёмных телохранителей.
Бар Саума защищал на соборе в Ефесе учение своего друга монофизита Евтихия, который в 431 году активно поддерживал Кирилла Александрийского против Нестория и был отлучен в 448 году от церкви патриархом Флавианом. Диоскор добился оправдания Евтихия. На соборе зачитали обвинения Евтихия от 448 года с требованием признать «две природы» Христа, на основании которых его осудили. В этот момент монахи Бар Саумы закричали: «На костер, сжечь живьём! Рассечь надвое, разделяющих Христа надвое!» Евтихий был объявлен православным, восстановлен в сане, его исповедание — «две природы до соединения и одна после соединения» — было признано ортодоксальным. Диоскор потребовал низложения патриарха Константинопольского Флавиана и епископа Дорилейского Евсевия, осудивших Евтихия, как отступивших от веры. Некоторые епископы просили Диоскора не карать Флавиана, но в храм ворвалась толпа монахов во главе с Бар Саумой, вооружённых дубинками, мечами и цепями, они угрожали всем несогласным. Секретарям епископов, по слухам, переломали пальцы, а сам Флавиан был избит. Напуганные епископы спрятались под скамейками и 135 епископов один за другим поставили подпись на чистом листе бумаги, на котором было потом написано осуждение Флавиана. Историки описывали, как Бар Саума поощрял монахов «мстить за оскорбления, нанесённые Христу», а Диоскор осыпал Флавиана ругательствами и бил руками и ногами, так, что Флавиан умер от этих побоев на третий день. Однако, видимо, это только легенда, Диоскор сам не принимал участия в расправе.

### Халкидонский собор
Халкидонский собор в 451 году отменил постановления второго Эфесского собора, а сам собор перестал признаваться церковью и был назван «разбойничьим» (латроциниумом). Собор оправдал Флавиана и Евсевия, а Диоскора и Евтихия осудил и низложил. Тех епископов, которые вместе с Диоскором принимали участие в разбойничьем соборе, отцы Халкидонского собора простили, так как они объяснили, что действовали под страхом угроз Диоскора. Кизикский епископ Диоген, когда вошёл Бар Саума, сказал, что именно Бар Саума умертвил Флавиана, потому что именно он подначивал монахов и кричал: «Бей». Диоген заявил, что Бар Сауму не нужно допускать до участия в соборе. За Диогеном и остальные епископы высказались и воскликнули: «Варсума опустошил целую Сирию, вооружил против нас тысячи монахов. Выгоните вон человекоубийцу Варсуму! На площадь человекоубийцу! Анафема Варсуме! В ссылку Варсуму»!

### Смерть и захоронение
Бар Саума умер, будучи отлучён от церкви Халкидонским собором. Традиционно смерть Бар Саумы датировалась 458 годом, однако известно, что он умер 1 февраля и известно, что император Маркиан умер в январе 457 года уже после Барсаумы. В связи с этим сейчас смерть Бар Саумы датируют 1 февраля 456 года. Источники писали о том, что Бар Саума основал некий пещерный монастырь в районе Мелитены, возможно, речь о монастыре под горой Каплы-Даг (рядом с Немрут-дагом), который был назван в честь Бар Саумы и затем был отстроен на вершине горы. Жил Бар Саума в пещере под нависающей скалой, — возможно, в этом самом пещерном монастыре. Местонахождение могилы Бар Саумы неизвестно, но согласно его жизнеописанию, он был похоронен в своем монастыре. Позже в монастыре на горе хранилась десница святого. Пещера, которая указывала на местоположение старого монастыря и захоронение Бар Саумы, ещё упоминается в рукописях 1599 и 1622 годов.

## Почитание и память
Бар Сауму называют «великим „старцем“ того времени». Он был лично приглашён императором для участия в соборе, а в актах собора Бар Саума упоминается как 113-й член собора после 112 епископов, что доказывает значение личности Бар Саумы как лидера сирийских монахов.
Бар Саума чтится коптской церковью как отец-монофизит и столпник, день 3 февраля. Изображение Бар Саумы есть среди фресок в монастыре Св. Антония на Красном море и в Монастыре Паромеос в дельте Нила, перед ним рисовали змею, олицетворявшую искушение и духовную борьбу святого с ним.
Святого Бар Сауму иногда путают с его современником митрополитом Бар Саумой Нисибисским (415/420 — 492/495).